# Chrysochlorina maculiventris
Chrysochlorina maculiventris är en tvåvingeart som först beskrevs av Camillo Rondani 1850.  Chrysochlorina maculiventris ingår i släktet Chrysochlorina och familjen vapenflugor.
Artens utbredningsområde är Venezuela. Inga underarter finns listade i Catalogue of Life.